# إيفيلين رودريجز
إيفلين رودريغيز ميراليس (بالإسبانية: Evelyn Miralles) هي مهندسة رائدة ومبدعة في تكنولوجيا الواقع الافتراضي في مركز ناسا للفضاء مع العديد من سنوات الخبرة في تطوير المنتجات والخدمات التي تدعم رحلة الإنسان في الفضاء في شركة ناسا. حصلت ميراليس على العديد من الاعترافات، خاصة بالنسبة إلى برنامج ديناميكية الرسومات عالية الانتشار (DOUG)، وهو برنامج طيران فضاء في ناسا تم استخدامه لتدريب رواد الفضاء على كل مكوك فضاء ومحطة فضائية دولية منذ عام 2000.

## حياتها المهنية
أرادت ميراليس أن تكون مهندسة معمارية «لبناء شيء ما» ولكنها بدأت في جامعة هيوستن بإنشاء التصاميم على أجهزة الكمبيوتر. في عام 1990، تخرجت ميراليس من جامعة لامار، وفي عام 1992، من جامعة هيوستن - كلير ليك. عملت ميراليس منذ ذلك الحين في مختبر الواقع الافتراضي في مركز لندون بي جونسون للفضاء لأكثر من 20 عامًا في هيوستن، تكساس، حيث كانت هي المهندس الرئيسي ومديرة إستراتيجية لتلك التكنولوجيا؛ حيث استُخدم عملها لتدريب رواد الفضاء في نشاط خارج عن المزامنة.
منذ عام 1992، ظلت ميراليس تدعم مكوك الفضاء وإرسال بعثات إلى محطة الفضاء الدولية. كان أول مشروع لها هو بناء نموذج ثلاثي الأبعاد لموئل على القمر. لم يكن ذلك ممكنًا ولكن أمكن استخدامه في المستقبل لبعثة إلى المريخ. شاركت ميراليس في تأليف برنامج رسومات ديناميك أونوارد العالية الانتشار (DOUG) التي تم استخدامها منذ عام 1993 للتدريب في الواقع الافتراضي من قبل رواد فضاء بعثة STS 61 (STS-61) الذين قاموا بترميم مرصد هابل الفضائي، ومن ثَم استخدامه في جميع البعثات الأخرى. عملت ميراليس أيضًا في محطة الفضاء الدولية ISS، حيث صممت البنية التحتية وخطوات العمل لرواد الفضاء.
تشارك ميراليس في التواصل العلمي. وكانت ضمن أول من يقوم برسم الهيبانيسايز في عام 2017.

## الجوائز
- واحدة ضمن قائمة بي بي سي لأكثر100 امرأة مُلهمة في العالم -2016.[5]
- جائزة التميّز من جامعة هيوستن - 2016.[6]
- جائزة سي نت لأفضل 20 إسباني من ذوي النفوذ في الولايات المتحدة الأمريكية - 2016.
- جائزة سلامة الطيران الفضائي من ناسا «جائزة سنوب سيلفر» - 2012.[6]

## روابط خارجية
- Official Twitter
- Official LinkedIn